# Björn Skala
Björn Ingvar Skala, född 3 mars 1940 i Högalids församling i Stockholm, är en svensk före detta diplomat. Han var Sveriges ambassadör i Peking 1988 till 1992. Han har även varit ambassadör i Wien och i Haag. Skala inledde sin karriär på Utrikesdepartementet i mitten av 1960-talet. Han arbetsuppgifter relaterade inledningsvis till länderna i Warszawapakten. Senare fick han en central roll i nedrustnings- och säkerhetsfrågor, och var i början av 1980-talet ordförande för den svenska delegationen till Europeiska Säkerhetskonferensen i Madrid. I mitten av 1980-talet var Skala fem år på ambassaden i Paris som minister, innan han blev utnämnd till Kina-ambassadör 1988.
När regeringen Bildt efter maktskiftet 1991 organiserade om på UD blev Skala hemkallad till Stockholm för att ta över posten som chef för politiska avdelningen efter Peter Osvald, som ansågs ha nära band till högt uppsatta socialdemokrater. 1995 utsågs han till att efterträda Anita Gradin som ambassadör i Wien efter att hon blivit utsedd till EU-kommissionär. Sven-Olof Petersson  tog samtidigt över som chef för politiska avdelningen.
Skala har under 2010-talet uttalat sig i säkerhetspolitiska frågor, bland annat till stöd för ett svenskt medlemskap i Nato. Han har också engagerat sig i fallet Gui Minhai.